# Archivo Histórico de la Universidad del Rosario
Archivo Histórico de la Universidad del Rosario  es un archivo de carácter privado que funciona en las instalaciones de esta universidad. Se encuentra ubicado en el segundo piso del Claustro de la Universidad del Rosario. Su fundación puede rastrearse a la de la misma universidad, pues el archivo fue inaugurado con la colección personal del fundador, fray Cristóbal de Torres y Motones. Dentro de éste se puede encontrar documentos acerca de la historia de la universidad, al igual que de la historia colombiana. Entre las series documentales más importantes se destacan: cédulas reales, informaciones de nobleza y limpieza de sangre, decretos sobre educación, textos de estudio, libros de matrículas, entre otros muchos y los documentos se examinan por medio de microfilmes. Desde la fundación de la universidad se ha ido incrementando el número de documentos que este archivo custodia, los cuales responden a distintos temas y fechas.

## Historia Del Archivo

### Primeros años de la Universidad
La historia del Archivo inicia con los documentos más antiguos sobre la institución que posee: la solicitud de fray Cristóbal Torres y Motones al rey Felipe IV de España de fundar un colegio mayor en la Nueva Granada y la cédula real por medio de la cual el rey aprobó el proyecto. Ambos documentos datan de mediados del siglo XVII. La segunda mitad de este siglo estuvo marcada por los inicios de la universidad, la cual se estaba organizando como colegio mayor para el servicio de los estudiantes que allí habrían de formarse. Los siguientes documentos que harían parte de este archivo serían la colección personal de Fray Cristóbal. Como teólogo, una buena parte de esta biblioteca era conformada por textos religiosos que iban desde reflexiones teológicas a comentarios de textos bíblicos. Otros textos hacen referencia a historias eclesiásticas, así como a obras filosóficas de la escolástica aristotélico-tomista.  Muchos de estos textos se encuentran en latín y griego. Dentro de estos materiales documentales se cuenta también con 9 libros incunables y más de 8000 libros de los siglos XV, XVI, XVII y XVIII, siendo estos el grueso de la colección de la biblioteca antigua. La colección de los incunables comprende los siguientes libros: “Commentarii de Bello Gallico”, por Cayo Julio César: incunable de 1494, “Cartas de Cayo Plinio Segundo”, Incunable de 1483, “Explicaciones sobre el Evangelio de S. Lucas”, de San Ambrosio, Incunable de 1476
, “Comentarios a La Consolación de la Filosofía, de Boecio”, por el Pseudo-Tomás de Aquino, Incunable de 1484-85, “Sobre restituciones, usura y excomuniones”, de Fray Francisco de Platea, Incunable de 1473, “Utilísimo catálogo sobre la maldad de herejes y apóstatas”. Anónimo, Incunable de 1494, “Disquisiciones sutiles y alegatos”, por Nicolás Tedeschi, Abad de Palermo (Abbas Panormitanus), Incunable de 1490, “Lecciones”, por Juan Calderini y otros, Incunable de 1496  y “Sermones”, por Fray Francisco de Mayronis, Incunable de 1493. Todos estos libros pueden ser consultados en el archivo y poseen un artículo en el blog del mismo que realiza una breve descripción y análisis de los mismos. Además, se encuentran escritos en latín.

No obstante, los asuntos teológicos no son los únicos que de los que se tienen documentos, temas como la ciencia, la guerra, la historia y la filosofía también aparecen dentro de los libros que se conservan dentro de la biblioteca antigua. El archivo posee escritos como el “De inclytis totius Italice provinciis ac romanorum gestis libri XVIII…”, de Eutropio y Pablo Diácono (1512-1513-1514), Parte I, que es un texto que habla de la historia romana y tiene un tratado de historia de los Lombardos al igual que una segunda parte donde habla de los escritos de los Santos Padres de la iglesia. Estos textos varían en fechas y temporalidades, pues no solo hablan de Europa, sino que también exponen algunos aspectos de la historia de comunidades de la América española, tales como son una mapoteca colombiana, un álbum de costumbres colombianas, un libro de antigüedades peruanas, entre otros textos.  En cuanto a la temporalidad se puede observar que algunos de estos libros y documentos tienen como fechas momentos anteriores a la fundación del colegio mayor, como es el caso de muchas de las obras como Singularia Guidonis Papae de 1533 que narra la adhesión de Grenobles a Francia en el siglo XV. Obras como la anterior están escritas en griego y latín.
Para el siglo XVIII es importante resaltar que los nuevos documentos que se van agregando al archivo son propios de la institución educativa del Colegio Mayor de Nuestra Señora del Rosario. Los certificados de hidalguía, las cédulas reales que autorizaban la enseñanza de distintas cátedras, los textos de estudio de grandes científicos de la época, los libros de matrículas y boletas de calificaciones de los estudiantes entraron a formar parte del material documental del archivo durante este siglo. En este siglo también se concedieron las cédulas reales por las cuales se reconocieron a los colegios mayores de la monarquía española. Fue también en este momento que se fueron publicadas las constituciones que organizaron al Colegio Mayor, a pesar de que estas ya habían sido redactadas desde el siglo pasado por Cristóbal de Araque Ponce de León. Muchos de los que son reconocidos como próceres de la independencia de la Nueva Granada fueron estudiantes del Colegio Mayor de Nuestra Señora del Rosario. Dentro de los registros documentales del archivo se puede encontrar el proceso de ingreso al Colegio Mayor por parte de estos próceres. Estos registros de ingreso al Colegio Mayor constan de comprobaciones de pureza de sangre, certificados de hidalguía, que comprobaban la procedencia cristiana y de raza del aspirante, entre otros documentos que se pedían a los futuros estudiantes. Estos documentos entraron a conformar una buena parte de lo almacenado en el archivo.

### Cédulas Reales en la Creación del Colegio Mayor de Nuestra Señora del Rosario

#### De 1646 a 1697
En 1646 se documenta el primer registro de la oficina real que solicita, por medio de resolución, un informe a la Real Audiencia de Santafé de Bogotá un informe sobre la creación del Colegio Mayor de Nuestra Señora del Rosario, y sobre la facultad de "reducir indios" . Posteriormente, su majestad El Rey solicita a la Real Audiencia una consideración frente a la necesidad de apoyar al Colegio Mayor en materia fiscal, pretendiendo saber si es necesario asignarle al Colegio una renta su sostenimiento. Además si era necesario establecer un sistema de servidumbre en la Institución.
En 1651, el Rey Felipe IV de España autoriza el desarrollo de un Colegio Mayor en la metrópoli de Bogotá, que debía ser conformada por más o menos 15 colegiales que aprenderán sobre la Doctrina Tomasina, junto a Medicina. Como soporte, el Colegio Mayor tendría una renta anual, que durante el primer año sería de 5000 pesos. Para esta época se solicitan las constituciones del Colegio Mayor, las cuales serían aprobadas en 1664. Durante el período de 1655, el rey prohíbe al Colegio Mayor la recepción de indios Achaguas debido a una solicitud que versaba sobre convertirlos en siervos del Colegio Mayor.
Para el mismo año el Rey nombra al arzobispo Cristóbal de Araque como rector del Colegio Mayor (dada la muerte de Fray Cristóbal de Torres), que podría nombrar al vicerrector bajo su propia discreción. Fue con la misma cédula, fechada en el 1664, que el rey reconoce que los colegiales podrán nombrar a su propio rector y partes rectoras.
En 1678 el Rey solicita un informe fiscal al Colegio Mayor con la intención de proveer los apoyos financieros solicitados por la institución, algo que sería resuelto por Decreto real en el siglo XVIII. Finalmente, el Rey Carlos II instaura una Cédula que "iguala a todos los individuos de Españas a los indios", lo que le permite a los Indios de todas las colonias de la españolas acceder a los Colegios y Universidades de la Corona.

### José Celestino Mutis y el archivo histórico.
La llegada de José Celestino Mutis al colegio mayor como catedrático tuvo un gran impacto dentro de la vida de la institución. Mutis se desempeñó como catedrático de distintas áreas como fueron las matemáticas, la medicina, la botánica y la astronomía. Dentro del archivo se guardan muchos de los textos que Mutis usó para dar sus clases dentro del Colegio Mayor. A este personaje se le atribuye la reinauguración de la cátedra de matemáticas, pues ya años antes de su llegada se había intentado promover ésta con muy poco éxito. Las enseñanzas de obras de Sir Isaac Newton  y Nicolás Copérnico fueron promovidas por Mutis. Los intereses académicos de Mutis y los libros que éste trajo consigo mismo para enseñar en esta institución pueden ser encontrados hoy en el fondo documental del archivo como documentos de gran importancia no solo para la historia académica del Colegio Mayor, sino para la historia académica del país. Las clases dictadas por Mutis siempre fueron en latín, según lo registran algunos documentos del archivo.

### El Archivo Histórico y elsigloXIX
El siglo XIX fue un siglo muy complejo tanto para el archivo y la universidad como para el país. Durante los inicios de este periodo, tras los eventos que tuvieron lugar entre 1808 y 1812, el claustro fue un foco de discusiones sobre la situación de la monarquía española. Gracias a la tradición en Derecho que ya poseía, estas discusiones fueron dirigidas por estudiantes del Colegio Mayor. Un ejemplo de esto es el de Francisco José de Caldas. Para el periodo de lo que es conocido como la reconquista española, Pablo Morillo, el hombre encargado de pacificar a la América Hispana, convirtió al claustro en una cárcel en la que encerró a algunos de los próceres de la patria como Policarpa Salavarrieta y Francisco José de Caldas, siendo este último rosarista. Esta transformación en cárcel afecto el patrimonio del Colegio Mayor. Parte del patrimonio que se vio afectado fue el archivo del Colegio Mayor. Muchos de los documentos del archivo fueron a parar a distintos lugares de la ciudad. La historia del archivo se vuelve mucho más confusa en este siglo pues no solo al principio se vio una fragmentación en acervo documental, sino que las constantes guerras y discusiones sobre la forma de gobierno del país mantuvieron a los rectores y directivos del colegio mayor en otros problemas.
La creación de la Universidad Central de Bogotá por parte del vicepresidente Francisco de Paula Santander en 1826 afectó también a la documentación que se conservaba en el archivo. Esta universidad pública y el Colegio Mayor poseían una vieja rivalidad que generó roces entre sus estudiantes  sin mencionar que muchos de los docentes del claustro fueron enviados a esta universidad como catedráticos. Para el mismo año un terremoto afectó a la ciudad de Bogotá generando algunos daños a las instalaciones del Colegio Mayor. Hay que aclarar que para este siglo el archivo no era un repositorio de documentación antigua sino la sección del colegio que guardaba la información administrativa de la institución. Los documentos de lo que hoy es la biblioteca antigua y los incunables eran parte de la biblioteca de la institución. Con esto en mente, cuando el terremoto sacudió la capital en este año, el archivo se encontraba en la casa rectoral, que estaba junto al claustro. Ambas edificaciones sufrieron grandes daños y tuvieron que ser reparadas. Durante este tiempo el archivo tuvo que cambiar de lugar nuevamente por un breve periodo de tiempo para volver luego a la casa rectoral.
Tras la muerte del vicepresidente de la Nueva Granada, Francisco de Paula Santander, se inició una guerra civil conocida como la Guerra de Los Supremos. Durante esta guerra se ordenó que el claustro fuera un cuartel militar para algunas tropas del gobierno. Las clases no fueron canceladas y militares y estudiantes tuvieron que compartir las instalaciones del Colegio Mayor hasta el final de la guerra. Incluso se llegó a instruir a los estudiantes en el uso de armamento en caso de alguna emergencia. Como en ocasiones anteriores, la presencia de militares fue perjudicial para el claustro y para el archivo. Los militares no veían gran importancia en los documentos por lo cual usarlos como papeles comunes, que podían ser arrojados a la basura, no era una práctica extraña para estos. Con el final de la guerra el claustro volvió a ser un Colegio Mayor.  
Durante las guerras civiles de los 50 el claustro se convirtió en una cárcel para los opositores al gobierno de Cundinamarca. Si a esto se agrega un terremoto que azotó a la capital la década anterior, que dejó al claustro con daños mayores que el de 1826, la infraestructura se encontraba en pésimas condiciones y la conservación de documentos se hizo mucho más compleja, pero gracias a los esfuerzos de los rectores de la época se logró salvar buena parte del archivo. Los años del radicalismo trajeron para la universidad un duro golpe pues, a pesar de que el Colegio Mayor de Nuestra Señora del Rosario, fue la única institución de educación profesional que no fue cerrada, al no haber necesidad de obtener un título el número de estudiantes se vio reducido. Durante estos años el archivo fue alimentado con los documentos oficiales de leyes que dictaminaban la manera en que la universidad debía proceder en distintos asuntos. En algunas de las 830 cajas (cajas 14, 19,22, entre otras)  que posee el archivo en la actualidad se pueden encontrar las actas de grados de este siglo, al igual que las elecciones y posesiones de los rectores de la universidad. 
Los años de los liberales radicales acabaron y con esto vinieron nuevos cambios para la Universidad del Rosario. El tiempo de la Regeneración y la fundación de la Universidad Nacional de los Estados Unidos de Colombia algunos años antes implicaron grandes transformaciones para el país y otras instituciones educativas. Durante el gobierno de Rafael Núñez la Universidad del Rosario pasó a ser la facultad de filosofía de la dicha Universidad Nacional   con lo que de nuevo hay una fusión de documentación con una entidad exterior a la del archivo. Los catedráticos fueron compartidos de nuevo al igual que se le permitió el ingreso a estudiantes de la universidad pública al viejo Colegio Mayor de una manera mucho más sencilla de lo que había sido años atrás. La historia de la universidad se vería nuevamente inmiscuida con la historia del país durante de la Guerra de los Mil Días. 

### ElsigloXXen el archivo.
Para el archivo el siglo inicia con una guerra, la Guerra de los Mil Días. Durante esta guerra el claustro fue convertido en un cuartel militar donde los militares hicieron grandes destrozos. La ocupación de un batallón de soldados dejó tras de sí un gran número de daños en todo el claustro universitario. Las directivas de la universidad sabían bien que con tan gran número de personas en el claustro se debían proteger los documentos y demás bienes patrimoniales de la universidad, razón por la cual los guardaron todo bajo llave. Esto no detuvo a los militares que lograron violar la cerradura y robar pinturas y otros ornamentos del Colegio Mayor. Los documentos llevaron la peor parte pues fueron usados para envolver todo tipo de cosas, como comida o ropa, cuando no fueron usados para encender una fogata para mantener al batallón en las frías noches bogotanas. Los directivos de la universidad lograron recuperar una buena parte de lo perdido, pero muchos de los documentos jamás fueron hallados.
Los años siguieron pasando y el archivo se fue enriqueciendo con los documentos que los rectores e hijos rosaristas fueron dejando a lo largo de los siglos. Los conflictos de principio del siglo XX y los turbulentos cambios que experimentó el mundo entero hacen de este un siglo muy interesante. Durante éste se consolida el archivo como un Archivo Histórico en el cual descansaría los documentos antiguos de la universidad. Por muchos años el archivo se mantiene guardado. En 1975 María Clara Guillen de Iriarte inicia labores dentro del archivo como la directora del mismo. Bajo su dirección se producen algunos libros de historia institucional y de los documentos “raros y curiosos” de la universidad. El ingreso al archivo por parte de los estudiantes y otros miembros de la comunidad rosarista o externa es muy escaso, en parte por la falta de promoción del archivo y el poco conocimiento de lo que éste posee. Solo investigaciones serias y trabajos de “cátedra rosarista” son permitidos dentro del archivo.

## El Archivo Histórico en la actualidad

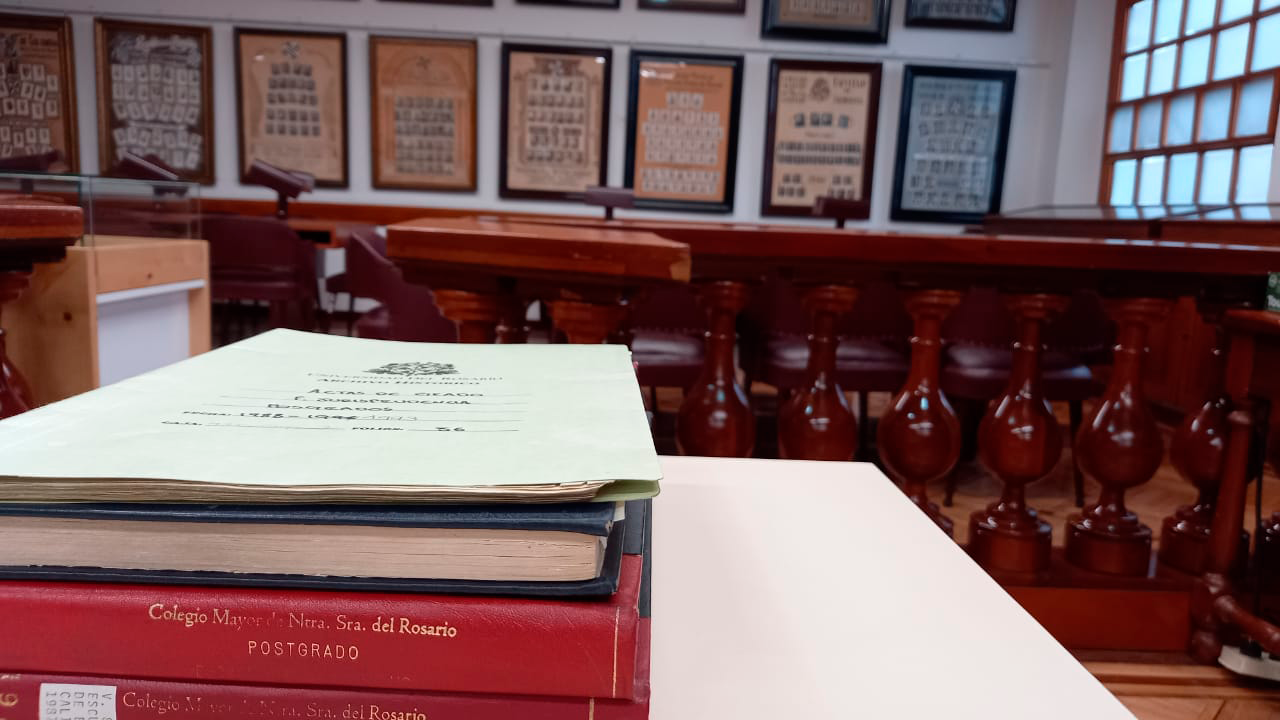
Vista de la sala de lectura del Archivo Histórico

El archivo fue dirigido a inicios de la década del 2010 por Daniel Sean Raisbeck quien, con ayuda de un grupo de trabajo de la universidad, se encuentra dando una mayor promoción al archivo y su contenido. La creación de un blog en línea  ha sido de gran ayuda para este propósito. Los intentos por crear un catálogo virtual continúan al igual que la digitalización de los documentos que allí reposan. Dentro de los objetivos planteados por el archivo está la retoma de la enseñanza del latín y griego dentro de la universidad al igual que la promoción de la civilización greco-romana. El archivo ha abierto sus puertas al público permitiendo un fácil acceso a cualquiera que lo necesite. El archivo cambió de ubicación: pasó de la casa rectoral al segundo piso del claustro.